# Сен-Поль-де-Салер
Сен-Поль-де-Сале́р (фр. Saint-Paul-de-Salers, окс. Sant Paul des Landes) — коммуна во Франции, находится в регионе Овернь. Департамент — Канталь. Входит в состав кантона Салер. Округ коммуны — Морьяк.
Код INSEE коммуны — 15205.
Коммуна расположена приблизительно в 420 км к югу от Парижа, в 85 км юго-западнее Клермон-Феррана, в 25 км к северу от Орийака.

## Экономика
В 2007 году среди 72 человек в трудоспособном возрасте (15—64 лет) 49 были экономически активными, 23 — неактивными (показатель активности — 68,1 %, в 1999 году было 62,8 %). Из 49 активных работали 44 человека (25 мужчин и 19 женщин), безработных было 5 (2 мужчин и 3 женщины). Среди 23 неактивных 2 человека были учениками или студентами, 13 — пенсионерами, 8 были неактивными по другим причинам.

## Население
| Год  | Численность | Численность |
| ---- | ----------- | ----------- |
| 1968 | 455         | [ 8 ]       |
| 1975 | 329         | [ 8 ]       |
| 1982 | 195         | [ 8 ]       |
| 1990 | 164         | [ 8 ]       |
| 1999 | 147         | [ 8 ]       |
| 2006 | 125         | [ 8 ]       |
| 2011 | 114         | [ 8 ]       |
| 2013 | 110         | [ 9 ]       |
| 2015 | 106         | [ 10 ]      |
| 2016 | 105         | [ 8 ]       |
| 2017 | 105         | [ 11 ]      |
| 2018 | 105         | [ 12 ]      |
| 2019 | 105         | [ 13 ]      |
| 2020 | 105         | [ 14 ]      |
| 2021 | 105         | [ 15 ]      |
| 2022 | 105         | [ 4 ]       |

## Достопримечательности
- Церковь Сен-Поль (XII век). Памятник истории с 2003 года[16]